# Мухамед ел Анбар
Мухамед ел Анбар (Ријад, Саудијска Арабија, 22. март 1985) је професионални фудбалер и репрезентативац Саудијске Арабије који наступа у фудбалском клубу Ал Хилал из Саудијске Арабије.
Маркос Пакета, селектор репрезентације Саудијске Арабије, уврстио је Мухамеда ел Анбара у тим за Светско првенство у фудбалу 2006. у Немачкој. Мухамед ел Анбар игра на позицији нападача.